# 阿拉伯魨
阿拉伯魨為輻鰭魚綱魨形目四齒魨亞目四齒魨科的其中一種，為熱帶淡水魚，分布於非洲佛塔河、查德湖、尼日河、塞內加爾河及甘比亞河流域，體長可達43公分，棲息在沿岸植被生長的底層水域，以軟體動物為食，生活習性不明。

## 扩展阅读
維基物種上的相關：阿拉伯魨